# Han Choi
Han Choi (sinh ngày 20 tháng 5 năm 1989) là một vận động viên bơi lội người Malawi, chuyên về các sự kiện tự do chạy nước rút. Choi trở thành một trong những vận động viên bơi lội Malawi đầu tiên tham gia Thế vận hội Mùa hè 2004 ở Athens. Cô ấy đủ tiêu chuẩn cho tự do 50 m của phụ nữ, bằng cách nhận được một vị trí Quốc tế từ FINA trong thời gian nhập cảnh là 32,33. Cô đã thách thức sáu vận động viên bơi lội khác ở nhiệt độ hai, bao gồm Sameera Al-Bitar của Bahrain và Christal Clashing of Antigua và Barbuda. Cô đã đăng bài tốt nhất trọn đời là 31,62 để kiếm được vị trí thứ tư bằng 0,62 giây sau người chiến thắng chung Al-Bitar và Ghazal El Jobeili của Lebanon. Choi đã thất bại trong việc vào bán kết, khi cô đã xếp thứ sáu mươi chín vào ngày cuối cùng của vòng sơ khảo.